# Renan Felipe Boufleur
Renan Felipe Boufleur (4 januari 1990) - alias Renan - is een Braziliaanse voetballer die bij voorkeur als centrale verdediger speelt.

## Carrière
Renan speelde in zijn geboorteland in het tweede team van Santos toen hij werd opgemerkt door RSC Anderlecht. Bij Anderlecht werd hij eerst bij de beloften ondergebracht, waar hij regelmatig speelde. Nadien werd hij samen met ploegmaat Olivier Mukendi door de club uitgeleend aan toenmalig derdeklasser Union Sint-Gillis. Bij die club speelde Renan in januari 2011 zijn eerste wedstrijd in het eerste team.